# Muricea flamma
Muricea flamma är en korallart som beskrevs av Marques och Castro 1995. Muricea flamma ingår i släktet Muricea och familjen Plexauridae. Inga underarter finns listade i Catalogue of Life.